# Rafael Bombelli
Rafael Bombelli, también escrito como Raffaele Bombelli  (Bolonia, 1526 - Roma, 1572), fue un matemático e ingeniero hidráulico italiano. Su Álgebra fue uno de los textos matemáticos de referencia en Europa durante más de un siglo.

## Vida y obra
Las pistas que se tienen sobre Bombelli solo son las proporcionadas en el prefacio de su libro seminal, El álgebra, la mayor parte de la aritmética (1572).
Su padre, Antonio Mazzoli, había regresado a vivir a Bolonia, después de la restitución de los bienes familiares, confiscados al abuelo, quien fue condenado a muerte por haber apoyado el intento de retorno de Bentivoglio en 1508. Antonio ejerció el comercio de lana y se casó con Diamante Scudieri, la hija de un sastre. En una época no precisada el nombre de la familia fue cambiado de Mazzoli a Bombelli.
Rafael fue el primero de seis hijos. En su formación pasaron a tomar parte las cuestiones matemáticas discutidas en aquel tiempo: leyó las obras de Gerolamo Cardano y siguió la disputa entre Nicolás Tartaglia y un estudiante de Scipione dal Ferro (Antonio Maria del Fiore), sobre la resolución de la ecuación de tercer grado. Ludovico Ferrari un poco más tarde, descubriría la fórmula para la solución de las ecuaciones de cuarto grado.
También estudió arquitectura e ingeniería bajo la dirección de Pier Francesco Clementi, más adelante ejercería esta actividad con el patrocinio de Alejandro Ruffini, un noble romano que luego se convertiría en obispo de Menfi.
Entre 1551 y 1556 trabajó para su patrón dibujando los límites de las propiedades de una obra de recuperación del Val di Chiana. Cuando este trabajo fue interrumpido, comenzó a escribir un libro de álgebra, considerando muchas de las controversias derivadas de la falta de claridad del tema en cuestión. En 1560 fue retomada y completada la obra en el Val di Chiana, pero el libro no estaba completado todavía. Esta realización le proporcionó una gran fama como ingeniero hidráulico. En 1561 estuvo en Roma, pero no intervino en la empresa para reparar el puente de Santa María. Bajo el mando del Papa Pío IV trabajó en el diseño de la recuperación de las Lagunas Pontinas.
En Roma pudo ver el manuscrito de la Arithmetica de Diofanto; entonces Bombelli emprendió su traducción junto con Antonio María Pazzi. A pesar de que el trabajo nunca se completó, el material fue utilizado en la revisión de su libro sobre álgebra.
Su obra estaba previsto que apareciera en cinco volúmenes: los tres primeros fueron publicados en 1572 (con el título completo L'Algebra, opera di Rafael Bombelli da Bologna, divisa in tre libri con la quale ciascuno da sé potrà venire in perfetta cognitione della teoría dell'Aritmetica (-El Álgebra de Rafael Bombelli de Bolonia, dividido en tres libros en los que cada uno por sí mismo puede estar en perfecto conocimiento de la teoría de la Aritmética-), mientras que el cuarto y quinto, sobre geometría, permanecieron en forma de manuscritos, debido a la muerte prematura de Bombelli. Dichos manuscritos fueron descubiertos en 1923, e impresos en 1929.

## SuÁlgebra

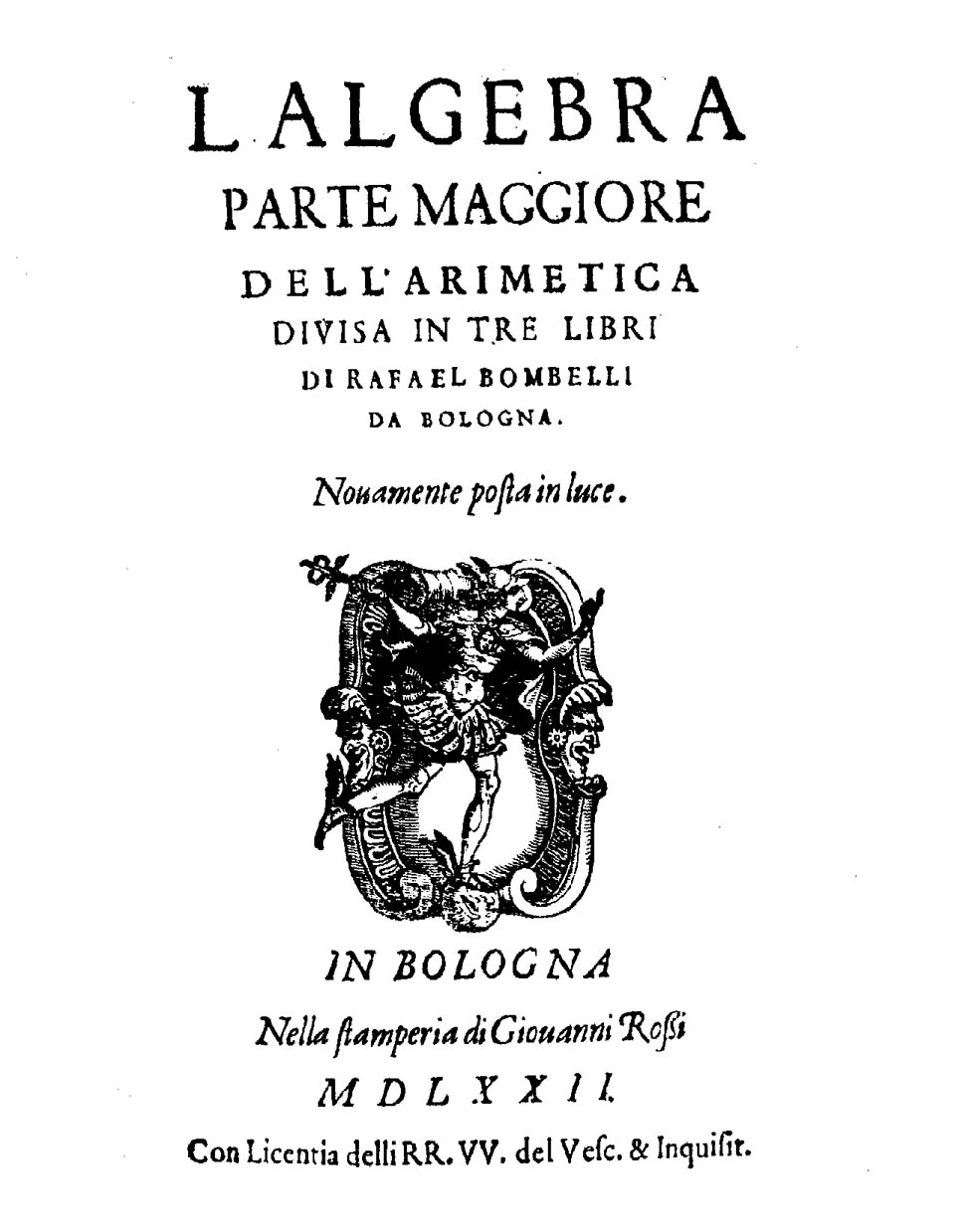
Algebra, portada de la edición de 1572

Los libros publicados ofrecen una relación de los conocimientos matemáticos de la época (especialmente del cálculo con potencias y de las ecuaciones). En particular se examinan las soluciones de los diferentes casos de las ecuaciones cúbicas, entre las que se incluye el llamado caso irreducible, que en la fórmula de Cardano se introdujo como la raíz cuadrada de número negativo. Luego examina las raíces imaginarias (que él llamó "cantidad salvaje") y los números complejos ("más de menos" y "menos de menos" por +i e -i), estableciendo las reglas de cálculo (suma y multiplicación). Posteriormente Descartes los llamaría  números imaginarios.
A diferencia de diversos autores matemáticos de su tiempo, en la publicación impresa y en su manuscrito utiliza una elaborada forma de notación matemática. Introduce, particularmente, los exponentes para indicar las potencias desconocidas.
El trabajo constituye el resultado más maduro del álgebra del siglo XVI, transformándose durante más de un siglo en el texto de álgebra superior más autorizado. A través del estudio de este tratado, Leibniz completó su propia educación matemática.

## Fracciones continuas
Bombelli usó fracciones continuas para calcular raíces cuadradas. Este método para hallar {\displaystyle {\sqrt {n}}} se inicia con {\displaystyle n=(a\pm r)^{2}=a^{2}\pm 2ar+r^{2}\ } con {\displaystyle 0<r<1\ }, de lo cual se puede demostrar que {\displaystyle r={\frac {|n-a^{2}|}{2a\pm r}}}. Repitiendo la sustitución de la expresión de la derecha por {\displaystyle r} se obtiene la fracción continua
{\displaystyle a\pm {\frac {|n-a^{2}|}{2a\pm {\frac {|n-a^{2}|}{2a\pm {\frac {|n-a^{2}|}{2a\pm \cdots }}}}}}}
para la raíz, aunque Bombelli se interesa por una mejor aproximación para {\displaystyle r}.  El valor elegido para {\displaystyle a} es uno de los números cuyos cuadrados {\displaystyle n} se hallan entre ellos. El método da la siguiente fracción continua convergente para {\displaystyle {\sqrt {13}}\ }  de valor 3.605551275... :
{\displaystyle 3{\frac {2}{3}},\ 3{\frac {3}{5}},\ 3{\frac {20}{33}},\ 3{\frac {66}{109}},\ 3{\frac {109}{180}},\ 3{\frac {720}{1189}},\ \cdots }
El último converge a 3.605550883... .  El método de Bombelli puede compararse con las fórmulas de Herón de Alejandría y Arquímedes.
El resultado {\displaystyle {\frac {265}{153}}<{\sqrt {3}}<{\frac {1351}{780}}}, usado por Arquímedes en su determinación del valor de {\displaystyle \pi \ }, puede hallarse al usar 1 y 0 como valores iniciales de {\displaystyle r}.

## Reconocimientos
- El asteroide (17696) Bombelli fue nombrado en su honor.[2]
- También se le dedicó un cráter de impacto en la Luna, el cráter lunar Bombelli de 10 km de diámetro.[3]